# 梁成
梁 成（りょう せい、? - 383年）は、五胡十六国時代前秦の軍人。父は前秦の鎮北大将軍・朔方侯梁平老。梁成自身の出身は史書に明記されていないが、梁平老は略陽郡の出身である。前秦の勢力拡大に貢献したが、淝水の戦いの前哨戦で討死した。

## 生涯
前秦に仕え、建威将軍に任じられた。
369年11月、輔国将軍王猛・建武将軍鄧羌と共に歩騎3万を率いて前燕討伐に向かった。12月、洛州刺史慕容筑が守る洛陽へ侵攻した。
370年1月、前燕の衛大将軍慕容臧が精鋭10万を従えて洛陽救援へ到来すると、梁成は鄧羌と共にこれを迎え撃つと、精鋭1万を率いて兵に軽装させて急進し、慕容臧を滎陽において大破した。これにより戦意喪失した慕容筑は降伏した。
後に中塁将軍に任じられた。
371年2月、兗州刺史に任じられた。
379年2月、南中郎将・都督荊揚二州諸軍事・荊州刺史・領護南蛮校尉に任じられ、1万の兵を配されて襄陽を鎮守した。後に衛軍将軍に任じられた。
383年8月、苻堅は東晋攻略を決行すると、陽平公苻融に歩兵騎兵総勢25万を与えて出撃させ、梁成もまたこれに従軍した。
10月、梁成は揚州刺史王顕・弋陽郡太守王詠とともに5万の兵を率いて洛澗に駐屯した。梁成は柵を築いて、東晋軍の進行を阻んだ。梁成軍は東晋軍を度々破ったので、東晋軍は洛澗から25里離れて対峙していたが、梁成軍を憚って進めずにいた。
11月、東晋の冠軍将軍謝玄は鷹揚将軍劉牢之に5千の兵を与えて洛澗にある梁成の砦を夜襲した。敵軍が十里の距離まで接近すると、梁成は陣を隊列させて澗を阻んで劉牢之を待ち受けようとしたが、劉牢之はその直前に川を渡り切って梁成を攻撃した。梁成は大敗を喫して戦死し、弟の梁雲・王詠をはじめ10将が打ち取られた。劉牢之は兵を分けて敵の退路を断ったので、前秦軍は崩壊し、みな争って淮水へ赴き、死者は1万5千を数えた。王顕・梁他・梁悌・慕容屈氏らが捕らえられ、武器や物資は尽く奪われた。

## 関連事項
- 前秦
- 前燕
- 東晋
- 淝水の戦い
- 五胡十六国時代の人物一覧